# Словашка социалистическа република
Словашка социалистическа република е официалното име на Словакия в състава на Чехословакия (Чехословашката социалистическа република) от 1 януари 1969 до 1 март 1990.
След Пражката пролет всички реформи за либерализация са спрени и отхвърлени. Единствено изключение прави превръщането на Чехословакия във федерация. Така Словакия и Чехия стават републики в състава на ЧССР по закон от 28 октомври 1968, който влиза в действие на 1 януари 1969.